# 胡利奥·科塔萨尔
胡利奥·科塔萨尔（西班牙語：Julio Cortázar，原名Jules Florencio Cortázar，1914年8月26日—1984年2月12日），阿根廷作家、学者，拉丁美洲文学爆炸的代表人物之一。

## 生平

### 童年
1914年8月26日胡利奥·科塔萨尔生于坐落在布鲁塞尔的阿根廷驻比利时大使馆。很多年之后，他说：“我的出生是旅游和外交的产物。”他的父母，胡利奥·科塔萨尔(Julio Cortázar)和玛丽亚·埃尔米尼亚·德斯科特(María Herminia Descotte) 是阿根廷人。由于阿根廷的中立，科塔萨尔一家得以在第一次世界大战期间抵达瑞士，接着又在巴塞罗那生活了一年半。他时常在当地的葛尔公园(Parque Güell)与童伴玩耍，公园里的色彩丰富的陶器制品给他留下了深刻的印象。
科塔萨尔四岁时，他们一家人回到了阿根廷。由于父亲随即抛弃了他们并且再也没有出现，他在布宜诺斯艾利斯的Banfield同他母亲和唯一的妹妹一起，度过了剩余的童年。那时他住在一间有庭院的房子里，这为他之后的文学创作(Los Venenos, Deshoras)提供了灵感。不过，他的生活并不开心。“（那是一段）充满劳役、感触和悲伤（的日子）。”
科塔萨尔是一个体弱多病的孩子，他在床上度过了相当长的一段时间，因此书籍成了他最大的陪伴。他的母亲悉心的挑选适合他的读物，而她无形中成为了科塔萨尔阅读和写作的启蒙者。要感谢他母亲的是，正是通过她，使他认识了之后一直崇敬一生的人，儒勒·凡尔纳。“我的母亲说我从八岁就开始写作，她一直好好地保存着我那时写的小说，尽管我总是想不顾一切地把它们烧掉。”  他读了不计其数的书，以至于一些医生建议他暂停阅读五到六个月并且多出去晒晒太阳。后来他写的很多短篇小说实际上都是他的自传。比如《动物寓言集》（Bestiario），《游戏的终结》（final del juego）等。

### 逐露锋芒
科塔萨尔从1932年开始当老师，并于1935年起在Mariano Acosta师范学校教授文学。这些年间，他开始出没于体育场观看拳击比赛，在那里产生了一系列关于“剔除遭来抵制与愤怒的血腥残酷外表的”拳击的哲学观念。 他很崇拜那些总是冲锋陷阵凭借努力战胜胆怯的人。
一天漫步于布宜诺斯艾利斯大街时，科塔萨尔在书店里发现了让·可多（Jean Cocteau）的《鸦片》（Opio），副标题是“解毒日记”。这本书对他的一生产生了重要影响。“我感到我那所有的文学生活不可改变的成为了过去……从那天开始我以一种不同的方式、不同的抱负、不一样的视野来读与写。”
后来，科塔萨尔开始在布宜诺斯艾利斯大学学习哲学与文学专业，但是他很快意识到自己理应用已经有的学位去工作并且帮助母亲了。他于是在玻利维亚区教书，接着又去了奇维尔柯伊区（Chivilcoy）。他住在单人膳食公寓里，利用所有的空闲时间来读书与写作。1938年，他用笔名胡利奥·丹尼斯（Julio Denis）发表了一本名为《出现》（Presencia）的诗集。这本诗集当时的印数达到了250册。
在为墨西哥杂志（Plural n°44，1975年5月）接受爱莲娜·波妮亚托斯卡（Elena Poniatowska）参访时他坦诚道：“那是我相当孤独的几年。我是博学的，我所有关于书的信息都是在那几年积累的，但我的经历永远只是文学上的。我依靠着阅读来生活，却不是在真正享受生活。我一个人关在房间里读了成千上万的书：我不停地研究与翻译。过了很久，我才发现了‘他人’。”
从1944年开始，科塔萨尔在门多萨（Mendoza）的谷乐大学（Universidad de Cuyo）的哲学与文学系教授法国和北欧文学。几个月之后由于庇隆主义（peronismo）与他的教学方针的不一致，他辞去了职务。接着他受雇于布宜诺斯艾利斯书籍公会，进行翻译的工作。1947年左右，他创作了《被占的宅子》（Casa tomada）。他的一个朋友将这个短篇故事寄给了豪尔赫·路易斯·博尔赫斯，后者将它刊登在了杂志《布宜诺斯艾利斯编年史》（Anales de Buenos Aires ），由此开始了科塔萨尔和博尔赫斯之间频繁的联系。
不久以后他向该杂志投交了更多的文章，于是发表了《国王们》和《天堂之门》。科塔萨尔在不同场合表示他正开始写一篇关于爱伦·坡的故事，他说“爱伦·坡教会了我什么才是伟大的文学，什么才叫做短篇故事。” 1948年他获得了英语和法语的大众翻译家称号。1950年他完成了《考试》的创作，但是没有一个编辑愿意出版它，因为他们认为其间包含了太多的粗话。1951年，在科塔萨尔37岁的时候，他获得了法国政府颁发给他的十个月的奖学金，因此他搬到了法国巴黎并且在那里定居。该奖学金的内容是研究当代法国小说和诗歌与英语文学的联系。他积累了相当多的翻译经验，翻译了却斯特顿、纪德、尤瑟纳尔等人的作品。其后科塔萨尔得到了联合国的翻译员工作。

### 成熟时期

1963年版《跳房子》封面

1953年科塔萨尔同阿根廷女翻译欧若拉·贝尔娜德丝（Aurora Bernárdez）结婚。当时她正在巴黎拮据地生活着。波多黎各大学请她翻译了爱伦·坡的所有诗集，而她的翻译也被评论界认为是最好的译本。他们俩一起去意大利生活了一年。
1959年，古巴人民在卡斯特罗的领导下发动革命。“古巴革命……以一种残酷的方式向我展示……我心中关于政治的空虚感，无用感折磨着我……我把所有政治的话题都写入了文章之中。” 同年科塔萨尔编辑了故事集《秘密武器》，其中收录了他著名的短篇《追寻者》。第二年他与妻子乘船去往布宜诺斯艾利斯。在旅途中，他用随身携带的打印机构筑了小说《中奖彩票》（又译《彩票》）。1963年他受美洲之家的邀约访问古巴，担任美洲之家文学奖的评委。他从此一直对拉丁美洲的政治表现出了浓厚的兴趣。同年，他的著作《跳房子》（又译《踢石游戏》、《掷钱游戏》）问世。这本书被普遍认为是他的集大成之作，后世将其归入拉丁美洲文学爆炸不可或缺的一部分，是阿根廷文学的经典。
1967年他与立陶宛人乌格涅·卡维丽丝结婚。他的第二位妻子在政治方面给了他很大的影响。科塔萨尔很多的作品权被捐赠出去用来帮助各个国家的政治犯，其中包括阿根廷。“1月2日在革命广场上卡斯特罗向切·格瓦拉致敬时，全场三十多万人爆发出一阵长达十分钟的掌声。古巴对于切·格瓦拉的热爱让我觉得自己是一个阿根廷的局外人。” 但是他对于古巴及其革命的热情并没有一直持续下去。1970年11月他到达智利声援萨尔瓦多·阿连德政府，并且探望了他的母亲与朋友。1971年卡塔萨尔与其他作家一起，因为要求卡斯特罗提供艾勃尔托·巴迪亚德（Heberto Padilla）的消息而被前者“驱逐”。 尽管卡斯特罗的所作所为让他的幻想破灭，他仍旧关心着拉丁美洲的政治。1973年科塔萨尔以《曼努埃尔记》获得了美第奇奖，他却借此书将版权捐出以帮助阿根廷的政治犯。1974年他成为了设在罗马的贝尔钱德洛塞尔第二法庭（Tribunal Bertrand Russell II）的一员，主旨是研究拉丁美洲的政治状况，特别是一些对人权方面的侵犯。

### 晚年
尽管科塔萨尔以短篇故事和散文闻名，但是他也写了为数众多的诗歌。他以Pameos y meopas为名，出版了他的早期的一些诗歌。他还为探戈音乐填过词，给摄影集纂过稿。1980年他和他的第三个妻子，卡尔罗·顿洛普（Carol Dunlop）一起游览了世界各地。最初的几站中包括了波兰，在那里他参加了声援智利的大会，并且表示支持尼加拉瓜革命。
1981年8月时，他突然严重胃出血，最后奇迹般地活了下来。即使在科塔萨尔生命中最困难的时刻，他也始终没有放弃他的热情——写作。卡尔罗·顿洛普由于患白血病于1982年11月2日去世。同样的病席卷了科塔萨尔本人，他也于1984年2月12日离开了人世，两人被合葬于蒙帕納斯公墓。

## 评价
胡利奥·科塔萨尔的文学创作主要是短篇故事和小说。他的短篇故事语言优美，构思精巧，想象力丰富，人们称他为“短篇故事大师”，是魔幻现实主义的代表。他的小说，特别是《跳房子》一书，更让人们将他与加西亚·马尔克斯、马里奥·巴尔加斯·略萨等作家齐名。该书的创新主要在于打破了传统小说的常规，将连续的故事抽离，交由读者自己去组织素材，发展情节，不同的读者读到的都是一本不同的小说。
也有评论认为他作品中的主人公大多苦闷，或是找不着生活方向，或是与未知力量斗争未果（如《被侵占的房间》、《角斗士》。不过这样的人物大多集中在他的早期作品中。
此外，他的作品常常穿插了大量的美术、音乐方面的讯息。
科塔萨尔自己认为豪尔赫·路易斯·博尔赫斯对他的影响颇深。

## 作品
- Presencia（出现），1938
- La otra orilla（彼岸），1945
- Los Reyes（国王们），1949
- Bestiario（动物寓言集），1951
- Final del Juego（游戏的终结），1956
- Las armas secretas（秘密武器），1959
- Los premios （中奖彩票），1960
- Historias de cronopios y de famas （克罗诺皮奥和法玛的故事）, 1962
- Rayuela （跳房子），1963
- Todos los fuegos el fuego （万火归一），1966
- La vuelta al día en ochenta mundos （八十世界环游一天）, 1967
- El perseguidor y otros cuentos（追寻者和其他故事）, 1967
- Buenos Aires, Buenos Aires, 1967
- 62/modelo para armar（装配用的62型）, 1968
- Casa tomada（被占的宅子）, 1969
- Último round（最后一回合）, 1969
- Relatos, 1970
- Viaje alrededor de una mesa, 1970
- La isla a mediodía y otros relatos（正午的海岛和其他故事）, 1971
- Pameos y meopas, 1971
- Prosa del observatorio, 1972
- Libro de Manuel（曼努艾尔之书）, 1973
- La casilla de los Morelli, 1973
- Octaedro（八面体）, 1974
- Fantomás contra los vampiros multinacionales, cómic, 1975
- Estrictamente no profesional, 1976
- Alguien que anda por ahí（有人从这里走过）, 1977
- Territorios, 1978
- Un tal Lucas（某个卢卡斯）, 1979
- Queremos tanto a Glenda（我们如此热爱格伦达）, 1980
- Deshoras, 1982
- Los autonautas de la cosmopista, 1982
- Nicaragua tan violentamente dulce, 1983
- Silvalandia (basado en ilustraciones de Julio Silva), 1984
- Salvo el crepúsculo, 1985
- Divertimento, 1986
- El Examen, 1986
- Diario de Andrés Fava, 1995
- Adiós Robinson, 1995

## 轶事
- 2006年，巴黎女市长为了纪念胡利奥·科塔萨尔，将他的故事《魔鬼涎》所设定的真实场景——圣路易斯岛附近的一个小广场命名为胡利奥·科塔萨尔广场。

## 出处
1. ↑  给在巴黎的Graciela M. de Sola的信，1963年11月4日
2. ↑  七日杂志（revista Siete Días）,布宜诺斯艾利斯，1973年12月
3. ↑  《对于词语的着迷》（la La fascinación de las palabras）
4. ↑  《小公牛》（Torito），《游戏的终结》（Final del Juego）
5. 1 2  《对于词语的着迷》（ La fascinación de las palabras）
6. ↑  Plural n°44, 墨西哥, 1975年5月
7. ↑  给Gregory Rabassa的信